# Muga de Sayago (kommun)
Muga de Sayago är en kommun i Spanien.   Den ligger i provinsen Provincia de Zamora och regionen Kastilien och Leon, i den nordvästra delen av landet, 230 km väster om huvudstaden Madrid. Antalet invånare är 397.